# Łabuń (Jurkowice)
Łabuń (daw. Labun, die Laabe, Labau) – przysiółek wsi Jurkowice w Polsce, położony w województwie pomorskim, w powiecie sztumskim, w gminie Stary Targ, przy drodze wojewódzkiej nr 515. Przysiółek wchodzi w skład sołectwa Jurkowice.
Miejscowość była wsią włościańską. Od 1466 do 1772 należała do dóbr starostwa sztumskiego i do województwa malborskiego. Na początku XVII wieku, podczas wojen szwedzkich, zaginął jej stary przywilej lokacyjny, podobnie jak dziesięciu innych wsi starostwa. W 1641 starosta sztumski Zygmunt Guldenstern lokował je ponownie na ich prośbę (Łabuń stał na ich czele), powtórnie na prawie chełmińskim. W XIX wieku wieś liczyła stu kilkudziesięciu mieszkańców – nieznacznie więcej wyznania katolickiego niż ewangelickiego. Znajdowała się tam szkoła. Zachowany został układ przestrzenny miejscowości z XIII/XIV wieku w typie ulicówki.
W latach 1945–1975 miejscowość administracyjnie należała do województwa gdańskiego, a w latach 1975–1998 do województwa elbląskiego.